# Episodi di Das Boot (prima stagione)
La prima stagione della serie televisiva Das Boot, composta da 8 episodi, è stata trasmessa in Germania su Sky One dal 23 novembre al 14 dicembre 2018.
In Italia, la stagione è andata in onda in prima visione sul canale satellitare Sky Atlantic dal 4 al 25 gennaio 2019.
| nº | Titolo originale  | Titolo italiano        | Prima TV Germania | Prima TV Italia |
| -- | ----------------- | ---------------------- | ----------------- | --------------- |
| 1  | Neue Wege         | L'incarico             | 23 novembre 2018  | 4 gennaio 2019  |
| 2  | Geheime Missionen | Nuovi ordini           | 23 novembre 2018  | 4 gennaio 2019  |
| 3  | Verluste          | Spazio per respirare   | 30 novembre 2018  | 11 gennaio 2019 |
| 4  | Zweifel           | Scambio di prigionieri | 30 novembre 2018  | 11 gennaio 2019 |
| 5  | Loyalität         | Ammutinamento          | 7 dicembre 2018   | 18 gennaio 2019 |
| 6  | Gegen die Zeit    | Eroi                   | 7 dicembre 2018   | 18 gennaio 2019 |
| 7  | Verdammt          | La talpa               | 14 dicembre 2018  | 25 gennaio 2019 |
| 8  | Abrechnung        | Scomode verità         | 14 dicembre 2018  | 25 gennaio 2019 |

## L'incarico
- Titolo originale: Neue Wege
- Diretto da: Andreas Prochaska
- Scritto da: Tony Saint

## Nuovi ordini
- Titolo originale: Geheime Missionen
- Diretto da: Andreas Prochaska
- Scritto da: Johannes Betz

## Spazio per respirare
- Titolo originale: Verluste
- Diretto da: Andreas Prochaska
- Scritto da: Tony Saint

## Scambio di prigionieri
- Titolo originale: Zweifel
- Diretto da: Andreas Prochaska
- Scritto da: Benedikt Röskau

## Ammutinamento
- Titolo originale: Loyalität
- Diretto da: Andreas Prochaska
- Scritto da: Laura Grace

## Eroi
- Titolo originale: Gegen die Zeit
- Diretto da: Andreas Prochaska
- Scritto da: Simon Allen

## La talpa
- Titolo originale: Verdammt
- Diretto da: Andreas Prochaska
- Scritto da: Johannes Betz

## Scomode verità
- Titolo originale: Abrechnung
- Diretto da: Andreas Prochaska
- Scritto da: Tony Saint